# Симеон, Роса Элена
Роса Элена Симеон Негрин (исп. Rosa Elena Simeón Negrín) — кубинская учёная и политическая деятельница, министр науки, технологий и окружающей среды на Кубе. Её роль в правительстве включала в себя повышение осведомленности кубинцев об экологических проблемах.

## Биография
Из семьи табачника и фармацевта. После Кубинской революции бесплатно изучала медицину в Гаванском университете. Обучала грамоте рабочих фабрики «Лос-Пинос-Нуэвос». В 1961 году присоединилась к Федерации кубинских женщин и Комитетам защиты революции, в 1963 году — к Союзу молодых коммунистов Кубы. Во время Карибского кризиса была на 56 дней мобилизована в качестве медицинского работника.
С 1967 года работала в Национальном центре научных исследований, занялась ветеринарной медициной, в 1969 году была назначена заведующей отделом вирусологии, в 1970 году — кафедрой микробиологии. В то же время проводила исследования в учреждениях других стран, таких как Франция (Институт Пастера, Ветеринарная школа Д’Альфора и Экспериментальная станция вирусологии в Авиньоне), Канада, Ямайка и Перу.
По возвращении на Кубу возглавила борьбу с распространением африканской чумы свиней. Работала экспертом по вирусологии в ФАО. Получила докторскую степень по ветеринарной медицине в 1975 году. В том же году она стала директором Национального центра сельскохозяйственного здоровья (CENSA) и президентом его Научного совета, членом совета директоров Высшего института сельскохозяйственных наук Гаваны.
В 1985 году она была избрана президентом Кубинской академии наук и Национальной комиссии по окружающей среде и природным ресурсам. Деятельность Росы Елены Симеон простиралась за пределы науки и техники и охватывала мир политики. Она была членом ЦК Компартии Кубы и Национального комитета Федерации кубинских женщин с 1980 года. Входила в число депутатов Национальной ассамблеи народной власти с 1986 года, в том же году была избрана одним из 23 членов Государственного совета Республики Куба.
Заняв фактическую должность министра окружающей среды в 1986 году (формально министерской она стала в 1994) — в то время, когда этот вопрос стал занимать важное место в повестке правительств и международных организаций, — в 1989 году она впервые приняла участие в Форуме министров окружающей среды Латинской Америки и Карибского бассейна, шестая встреча которого состоялась тогда в Бразилиа. С тех пор она играла заметную роль на следующих региональных форумах, и её присутствие получило широкое признание. Симеон отвечала за руководство подготовкой Кубы к Саммиту Земли в Рио (Всемирному саммиту по окружающей среде и развитию в Рио-де-Жанейро). В 1994 году она участвовала в разработке саммита Альянса малых островных государств (AOSIS) в Барбадосе. В 1995 году она была избрана членом Консультативного комитета ООН по науке и технологиям, а в 1998 году — почётным членом Кубинской академии наук.
Девятая встреча Форума министров окружающей среды Латинской Америки и Карибского бассейна прошла на Кубе в 1995 году под председательством Симеон; это событие ознаменовало значительные изменения в этих форумах, изменив подход к Программе ООН по окружающей среде (ЮНЕП) в регионе. Симеон посетила Киотский саммит в 1997 году и приняла участие в обсуждении Киотского протокола, разработанного с целью имплементации Рамочной конвенции ООН об изменении климата.
Она была избрана членом Бюро Совета управляющих ЮНЕП в 2000 году, принимала участие во Всемирном саммите по устойчивому развитию в Южной Африке в 2002 году. В 2003 году она председательствовала на шестом заседании Конференции сторон Конвенции ООН о борьбе с опустыниванием, которое состоялось в Гаване.
Почти 14 лет боролась с поразившей её болезнью, пока не умерла в 2006 году.

## Награды
Чемпионы Земли ООН 2006 (посмертно).